# Zeria vansoni
Espèce
Synonymes
- Solpuga vansoni Lawrence, 1935

Zeria vansoni est une espèce de solifuges de la famille des Solpugidae.

## Distribution
Cette espèce est endémique de Zambie.

## Description
Le mâle holotype mesure 30 mm.

## Publication originale
- Lawrence, 1935 : New species of Solifugae in the collection of the Transvaal Museum. Annals of the Transvaal Museum, vol. 15, p. 505-512 (texte intégral).